# Ecuación de Euler (poleas)
Se denomina ecuación de Euler (por Leonhard Euler), a veces también llamada ecuación de Euler-Eytelwein (por Johann Albert Eytelwein), a la ecuación fundamental que describe la tensión de la correa en una polea. Esta se suele formular de la forma más general como:

(1){\displaystyle {\frac {T_{1}-{\frac {wv^{2}}{g}}}{T_{2}-{\frac {wv^{2}}{g}}}}=e^{\frac {f\alpha }{\operatorname {sen}(\phi /2)}}}

donde:
{\displaystyle T_{1},T_{2}} son las tensiones de la correa antes y después del contacto con la polea
{\displaystyle w/g} es la densidad lineal de la correa
{\displaystyle v} es la velocidad tangencial en su contacto
{\displaystyle f} es el coeficiente de rozamiento entre polea y correa
{\displaystyle \alpha } es el ángulo de contacto entre correa y polea
{\displaystyle \phi } es el ángulo del trapecio que forma la sección de la correa
si bien es también habitual considerar que el término {\displaystyle {\frac {wv^{2}}{g}}} es despreciable para una polea normal y la ecuación se puede simplificar a:

(2){\displaystyle {\frac {T_{1}}{T_{2}}}=e^{\frac {f\alpha }{\operatorname {sen}(\phi /2)}}}

## Demostración
Partiendo del diagrama de sólido libre de un diferencial de longitud de la correa en su zona de contacto con la polea, se puede plantear las ecuaciones de equilibrio mecánico:

(3){\displaystyle \Sigma {}Fx=0:(T+dT)\cos \left({\frac {d\theta }{2}}\right)-T\cos \left({\frac {d\theta }{2}}\right)-fdN=0}

(4){\displaystyle \Sigma {}Fy=0:(T+dT)\operatorname {sen} \left({\frac {d\theta }{2}}\right)+T\operatorname {sen} \left({\frac {d\theta }{2}}\right)-{\frac {wv^{2}}{g}}d\theta -dN\operatorname {sen} \left({\frac {\phi }{2}}\right)=0}

Como al ser un diferencial {\displaystyle d\theta } es un infinitésimo se puede tomar {\displaystyle \cos \left({\frac {d\theta }{2}}\right)~=1} y {\displaystyle \operatorname {sen} \left({\frac {d\theta }{2}}\right)~={\frac {d\theta }{2}}}, con lo que ambas ecuaciones se pueden simplificar a 

(5){\displaystyle \Sigma {}Fx=0:dT-fdN=0}

(6){\displaystyle \Sigma {}Fy=0:(T+dT){\frac {d\theta }{2}}+T{}{\frac {d\theta }{2}}-{\frac {wv^{2}}{g}}d\theta -dN\operatorname {sen} \left({\frac {\phi }{2}}\right)=0}

Y sustituyendo la ecuación (5) en la (6) se obtiene:

(7){\displaystyle Td\theta -{\frac {wv^{2}}{g}}d\theta -{\frac {dT}{f}}{}\operatorname {sen} \left({\frac {\phi }{2}}\right)=0}

Que se puede reescribir como:

(8){\displaystyle {\frac {fd\theta }{\operatorname {sen}({\frac {\phi }{2}})}}={\frac {dT}{T-{\frac {wv^{2}}{g}}}}}

Integrando ambos lados de la ecuación se obtiene la expresión final:

(9){\displaystyle {\frac {T_{1}-{\frac {wv^{2}}{g}}}{T_{2}-{\frac {wv^{2}}{g}}}}=e^{\frac {f\alpha }{\operatorname {sen}(\phi /2)}}}

## Aplicaciones

### Freno de cinta
En un freno de cinta, una correa está frenando un disco. La fuerza de frenado que la correa realiza sobre el disco se puede calcular con la expresión de la ecuación de Euler.

### Uso en sistemas de bandas transportadoras
La ecuación de Euler se emplea también en el cálculo de sistemas de bandas transportadoras, para la tensión de la banda al pasar por la estación accionadora. La diferencia entre la tensión del ramal entrante y el saliente a dicha estación se debe al rozamiento entre tambor y banda, que sigue la misma ecuación:

(3){\displaystyle T_{e}=T_{s}{}e^{f\alpha }}

De esa manera se puede justificar como el aumento de la fricción entre banda y tambor (por ejemplo, con la adición de bandas de apriete) o del ángulo de contacto (con la adición de tambores tensores) aumenta el esfuerzo tractor.